# كوينتوس كورنيليوس بودينس
كوينتوس كورنيليوس بودينس هو شخص ذكر في التقليد المسيحي وهو سيناتور روماني وذكر أنه أعتنق المسيحية مع زوجته بريسيلا على يد بطرس في روما، ذكر بكونه والد القديس بودينس وجد كل من القديس نوفاتوس وتيموثيوس والقديستان براكسيدس وبودنتيانا.